# Ascogaster
Ascogaster is een geslacht van insecten dat behoort tot de orde vliesvleugeligen (Hymenoptera) en de familie van de schildwespen (Braconidae).

## Soorten
- A. abdominalis Szepligeti, 1908
- A. abdominator (Dahlbom, 1833)
- A. acrocercophaga Shujauddin & Varshney, 1997
- A. acuminata de Saeger, 1948
- A. acuta Tang & Marsh, 1994
- A. acutiventris Tobias, 1986
- A. adentata Tobias, 1987
- A. albitarsis Reinhard, 1867
- A. albitarsus Reinhard, 1867
- A. annularis (Nees, 1816)
- A. antennalis Szepligeti, 1908
- A. argentea Fullaway, 1919
- A. argentifrons (Provancher, 1886)
- A. arisanica Sonan, 1932
- A. armata Wesmael, 1835
- A. armatoides Tang & Marsh, 1994
- A. aurea Shaw, 1983
- A. australiensis Szepligeti, 1905
- A. bekilyensis Granger, 1949
- A. belokobylskiji Tobias, 2000
- A. bicarinata (Herrich-Schaffer, 1838)
- A. bicolorata Walker & Huddleston, 1987
- A. bidentula Wesmael, 1835
- A. bifurcata Ku & Belokobylskij, 1998
- A. bimaris Tobias, 1986
- A. bipustulata Brues, 1924
- A. borealis Shaw, 1983
- A. brevicornis

Ascogaster brevicornis (Chen & Huang) (Chen & Huang, 1994)
Ascogaster brevicornis (Wesmael) Wesmael, 1835
- A. brevis Ku & Belokobylskij, 1998
- A. breviventris

Ascogaster lovelaceae Kittel, 2016
- A. brunnipalpis Granger, 1949
- A. brunnipes Granger, 1949
- A. canadensis Shaw, 1983
- A. canifrons Wesmael, 1835
- A. caucasica Kokujev, 1895
- A. caudata Szepligeti, 1905
- A. cava de Saeger, 1948
- A. cincta Baker, 1926
- A. coelioxoides (Baker, 1926)
- A. cognata de Saeger, 1948
- A. consobrina Curtis, 1837
- A. contracta (Ratzeburg, 1848)
- A. cornifera van Achterberg & Ng, 2009
- A. crassicornis Tobias, 2000
- A. crenulata Cameron, 1898
- A. cuneiventris Tobias, 1986
- A. cuspidata de Saeger, 1948
- A. chaoi Tang & Marsh, 1994
- A. chui Ji & Chen, 2003
- A. dentifer Tobias, 1976
- A. dentiventris Telenga, 1941
- A. detectus Baker, 1926
- A. devia Tobias, 1988
- A. dilatata Brues, 1933
- A. dimorpha Tang & Marsh, 1994
- A. dispar Fahringer, 1934
- A. disparilis Tobias, 1986
- A. distincta Baker, 1926
- A. distracta Chen & Ji, 2003
- A. elongata Lyle, 1923
- A. equalis Ji & Chen, 2003
- A. erroli Walker & Huddleston, 1987
- A. erythropa Cameron, 1911
- A. erythrothorax (Marshall, 1898)
- A. excavata

Ascogaster excavata (Chen & Wu) Chen & Wu, 1995
Ascogaster excavata (Telenga) Telenga, 1941
- A. excisa (Herrich-Schaffer, 1838)
- A. exigua Huddleston, 1984
- A. flaviceps Ashmead, 1889
- A. flavomaculata Tobias, 1986
- A. formosensis Sonan, 1932
- A. fujianensis Ji & Chen, 2003
- A. fullawayi (Baker, 1926)
- A. gibbosa Tang & Marsh, 1994
- A. gigas Chen & Ji, 2003
- A. gonocephala Wesmael, 1835
- A. gourlayi Walker & Huddleston, 1987
- A. gracilicornis Brues, 1933
- A. gracilisa Ji & Chen, 2003
- A. grahami Huddleston, 1984

- A. grandis Tang & Marsh, 1994
- A. grangeri Shenefelt, 1973
- A. hei Tang & Marsh, 1994
- A. impatientis Shaw, 1983
- A. inconspicua Baker, 1926
- A. infaceta Chen & Huang, 1994
- A. intensa Baker, 1926
- A. iti Walker & Huddleston, 1987
- A. kabystanica Tobias, 1976
- A. kasparyani Tobias, 1976
- A. klugii (Nees, 1816)
- A. kotenkoi Tobias, 2000
- A. kunashirica Tobias, 2000
- A. kyongimae Belokobylskij & Ku, 1998
- A. laeviventris Baker, 1926
- A. lamellifera van Achterberg & Ng, 2009
- A. lapponica Thomson, 1874
- A. lapponicus
- A. laticornis Chen & Ji, 2003
- A. lini Tang & Marsh, 1994
- A. lissopyga Tobias, 2000
- A. longicauda Tobias, 1987
- A. longula Baker, 1926
- A. lovelaceae
- A. luzonensis Baker, 1926
- A. macrogaster Tang & Marsh, 1994
- A. maculaticeps Baker, 1926
- A. magadanica Tobias, 2000
- A. magnidentis Tobias, 1986
- A. malayana (Baker, 1926)
- A. marshi Shaw, 1983
- A. martinae
- A. mayae Walker & Huddleston, 1987
- A. mayamotensis de Saeger, 1948
- A. mimetica Viereck, 1905
- A. modesta Baker, 1926
- A. moldavica Tobias, 1986
- A. nachitshevanica Abdinbekova, 1969
- A. nigricansa Chen & Ji, 2003
- A. novoguineensis Szepligeti, 1905
- A. olethreuti Viereck, 1912
- A. opuntiae (Shaw, 1983)
- A. oriens (Shaw, 1983)
- A. palpalis Szepligeti, 1905
- A. parrotti Walker & Huddleston, 1987
- A. patula de Saeger, 1948
- A. pentagona Brues, 1933
- A. perkinsi Huddleston, 1984
- A. philippinensis Baker, 1926
- A. pinicola Brues, 1933
- A. polystriatuser Ji & Chen, 2003
- A. praevolans Brues, 1933
- A. provancheri Dalla Torre, 1898
- A. punctata Szepligeti, 1914
- A. quadridentata Wesmael, 1835
- A. reticulata Watanabe, 1967
- A. retis Ji & Chen, 2002
- A. robusta Brues, 1933
- A. rufa Muesebeck & Walkley, 1951
- A. rufidens Wesmael, 1835
- A. rufipes (Latreille, 1809)
- A. rugosa Fullaway, 1919
- A. rugulosa Tang & Marsh, 1994
- A. rutilipes Tobias, 1987
- A. saltuensis (Shaw, 1983)
- A. scabricula (Dahlbom, 1833)
- A. semenovi Telenga, 1941
- A. setula Tang & Marsh, 1994
- A. shanghanensis Ji & Chen, 2003
- A. shawi Marsh, 1989
- A. similis (Nees, 1816)
- A. stemocellus Chen & Ji, 2003
- A. stenosoma de Saeger, 1948
- A. strigosa Walker & Huddleston, 1987
- A. submersa Brues, 1933
- A. sylvestris Brues, 1933
- A. tegularis Szepligeti, 1905
- A. tekapoensis Walker & Huddleston, 1987
- A. telengai Tobias, 2000
- A. temporalis Tobias, 1986
- A. thoracica Tobias, 1987
- A. townesi Tang & Marsh, 1994
- A. transparipennis Ji & Chen, 2003
- A. tricolor Szepligeti, 1905
- A. varipes Wesmael, 1835
- A. vexator Walker & Huddleston, 1987
- A. vivida Baker, 1926
- A. wuyiensis Chen & Huang, 1994
- A. yunnanica Tang & Marsh, 1994